# Kymco Xciting
Il Kymco Xciting è uno scooter prodotto dalla casa motociclistica taiwanese Kymco a partire dal 2005.

## Storia
Presentato all’Intermot di Monaco nel luglio 2004, la prima versione viene posta in vendita nei primi mesi del 2005 ed era disponibile nei colori nero e argento (sia per quello con motore 250 cm³ che per quello da 500 cm³), arancio e blu (solo per il 500 cm³).
Il motore 250 ha una cubatura effettiva di 251 cm³, è un monocilindrico due valvole a quattro tempi raffreddato a liquido che eroga 20,1 CV a 7.250 giri/min e una coppia massima di 20,5 Nm a 6.500 giri/min. L’impianto frenante è composto da doppio disco anteriore da 260 mm e disco singolo posteriore da 240 mm.
Il motore 500 è un quattro tempi monocilindrico frontemarcia, da 498 cm³ effettivi e distribuzione a doppio albero a camme in testa, quattro valvole e raffreddamento a liquido, eroga 37,4 CV (27,5 kW) a 7.500 giri/min e una coppia max di 37,1 Nm a 5.000 giri/min.
giri. L’impianto frenante è lo stesso del 250.
La seconda serie presentata nella primavera del 2009 e presenta un design più aggressivo e sportivo, con la parte anteriore che ha riceve un nuovo gruppo ottico dotato di fari a LED mentre nella parte posteriore viene introdotto un poggiamani più sagomato per il passeggero. I colori disponibili sono antracite, arancio, bianco e nero.
La versione R (unica disponibile in Italia) si distingue dalla versione normale per il suo aspetto sportivo: ha le pinze freno di colore rosso, il contagiri di colore bianco, l'assetto sportivo e il cupolino di colore nero fumè regolabile in altezza. La gamma motori è composta dal 300 e dal 500.
Rinnovata anche la ciclistica con una forcella fissata al telaio con  doppia piastra, con steli da 40 mm ed escursione di 110 mm. Al posteriore è presente il gruppo motore-trasmissione che funge da forcellone oscillante accoppiato a due ammortizzatori, con escursione di 100 mm e possibilità di regolare il precarico molla. L’impianto frenante sfrutta due dischi anteriori (260 mm) e un disco posteriore (240 mm). I motori sono il 300 e il 500 entrambi entrambi a quattro tempi a iniezione elettronica, omologati Euro 3 con raffreddamento a liquido. Il 300 eroga 23,8 CV, il 500 eroga 38,4 CV.

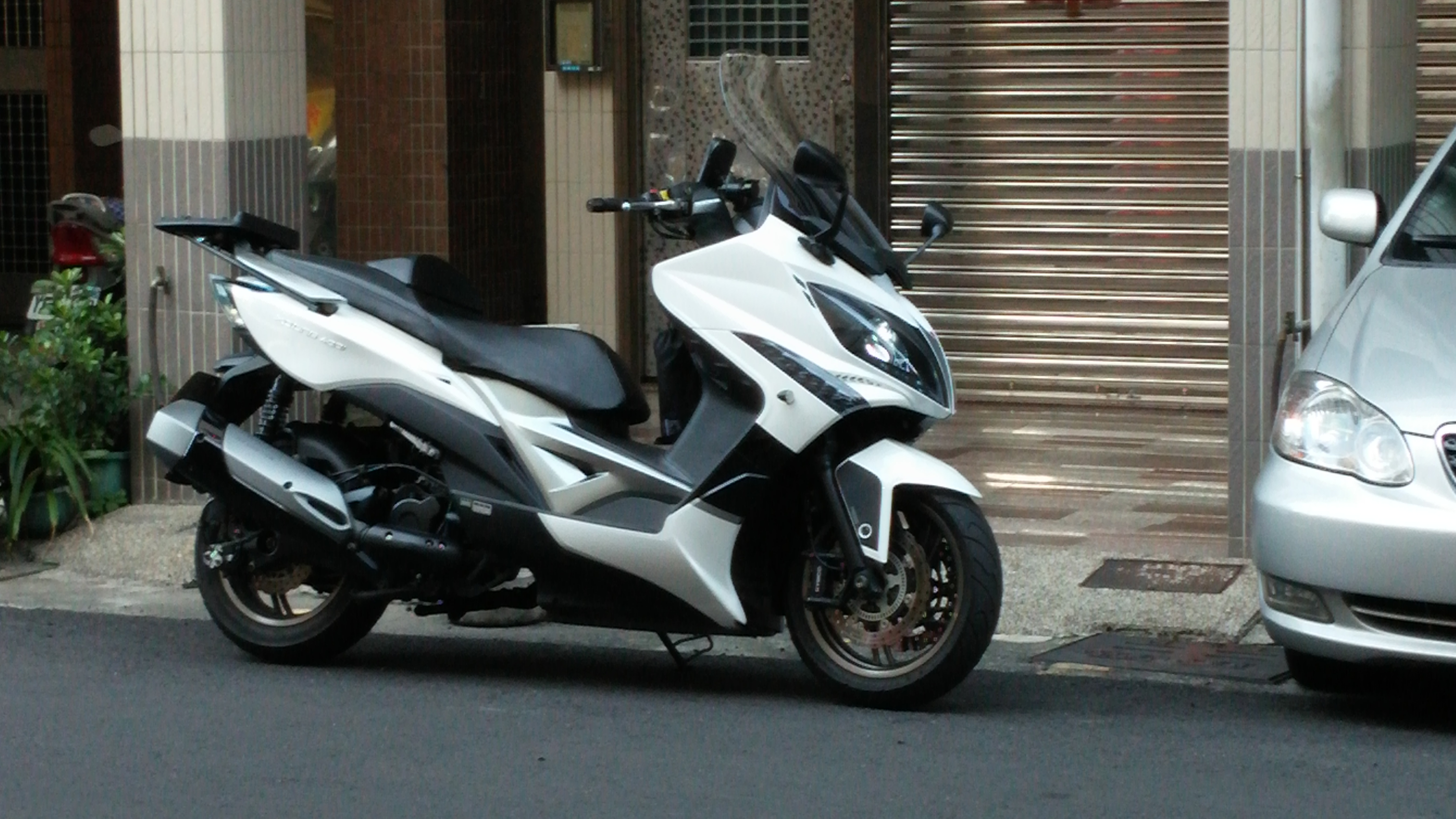
Xciting 400i

Ad EICMA 2011 viene presentato un lieve aggiornamento estetico e l’inedita motorizzazione G5-SC da 400 cm³. Il modello entra in produzione nel 2012 mentre in Europa sarà venduto dalla primavera del 2013. Il motore 400 inizialmente affianca i modelli R300 ed R500 rimasti in listino, a differenza di questi due l’Xciting 400i adotta una nuova forcella a doppia piastra con diametro da 41 mm e un nuovo impianto frenante a doppio disco anteriore da 280 mm. Il motore 400i a iniezione e raffreddamento a liquido eroga 36,1 CV e 37,7 Nm di coppia massima.
Nel giugno 2014 viene introdotto (a pagamento) anche l’ABS. Nel 2015 escono di produzione i modelli 300 e 500.

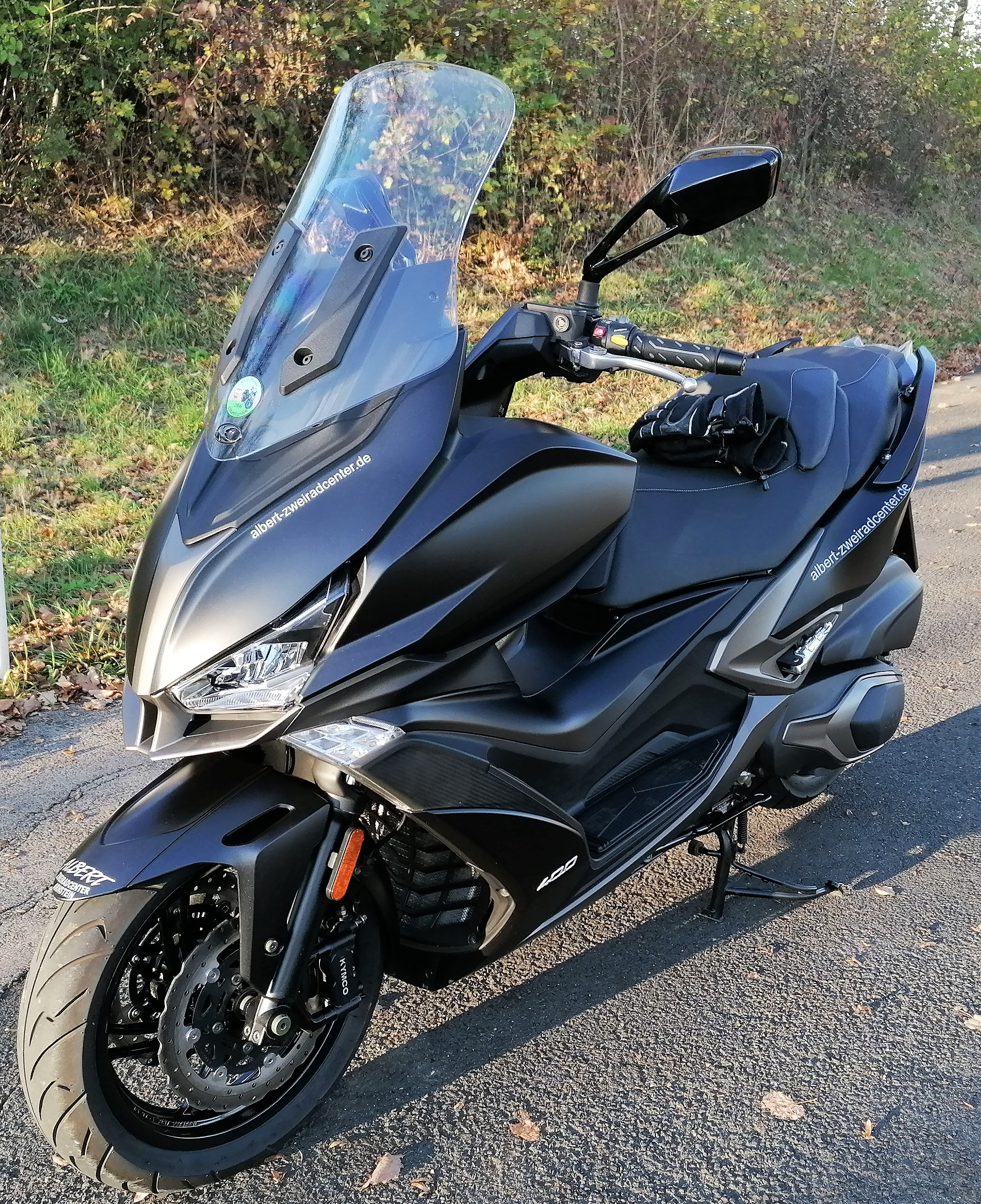
Xciting S 400i

Nel novembre 2017 ad EICMA debutta la nuova generazione, l’Xciting S 400i, basato su un’evoluzione del telaio precedente ma con un design inedito più sportivo con un nuovo doppio fanale appuntito Full Led, motore aggiornato G5-SC 400 da 36,1 CV erogati a 7.500 giri/min e una coppia di 37,7 Nm a 6250 giri/min omologato Euro 4, strumentazione digitale e sistema di navigazione Kymco Noodoe. L’Xciting S affianca il precedente modello 400i senza sostituirlo.
Nel novembre 2021 viene presentato un lieve restyling dell’Xciting S 400 dove vengono aggiornati dettagli estetici e migliorate le funzionalità del sistema di navigazione. Il motore 400 viene omologato Euro 5 ed eroga 34 CV e una coppia di 38,4 Nm a 6.000 giri/min. Alla dotazione viene introdotto di serie il controllo di trazione TCS.
Nel novembre 2022 viene presentato il modello Xciting VS400i che affianca l’S400i. Tale modello, prodotto in edizione limitata in soli 500 pezzi per il mercato italiano, possiede un’estetica più sportiva con uno scudo frontale dedicato con fanali più appuntiti e plastiche specifiche oltre ad una inedita colorazione bicolore  bianco opaco e nero. La ciclistica è la stessa dell’S400i. Le vendite partono dal 2023.